# خیلی باحال برای کشتن
خیلی باحال برای کشتن (به انگلیسی: Too Cool to Kill) یک فیلم کمدی اکشن چینی محصول ۲۰۲۲ است که بر اساس فیلم ژاپنی ساعت طلایی در سال ۲۰۰۸ ساخته شده‌است. وی شیانگ در نقش یک بازیگر آماتور که برای ایفای نقش اصلی در یک فیلم دعوت می‌شود و در نهایت به موقعیت خطرناکی کشیده می‌شود، بازی می‌کند. این فیلم در چین در ۱ فوریه ۲۰۲۲ (سال نو چینی) و در ایالات متحده و کانادا در ۱۸ فوریه ۲۰۲۲ منتشر شد و این اولین کارگردانی فیلم بلند ژینگ ونژانگ (邢文雄) است. این فیلم ۲۱۷ میلیون دلار در گیشه فروش داشته‌است.

## داستان
وی چنگ‌گونگ، یک بازیگر تازه‌کار توسط میلان، یک بازیگر زن، دعوت شده تا در فیلمی در نقش «کارل قاتل» بازی کند. هنگامی که او دعوت را می‌پذیرد، خود را درگیر یک توطئه خطرناک می‌بیند.

## بازیگران
- وی شیانگ (魏翔) در نقش وی چنگ‌گونگ
- ما لی (马丽) در نقش میلان
- چن مینگهائو (陈明昊)
- ژو دایونگ (周大勇)
- هوانگ کایلون (黄才伦)
- آی لون [zh] (艾伦)[۸]

## تولید
خیلی باحال برای کشتن اقتباسی از فیلم ژاپنی ساعت طلایی محصول ۲۰۰۸ کوکی میتانی است.
این فیلم توسط ژینگ ونژانگ، یکی از نویسندگان مردم من، وطن من نوشته و کارگردانی شده‌است. این اولین کارگردانی فیلم سینمایی زینگ است. این فیلم توسط یان فی و پنگ دامو تولید شد. فیلمبرداری در ۲۳ ژوئن ۲۰۲۱ آغاز شد و در همان روز اعلام شد که فیلم در سال نوی چینی ۲۰۲۲ اکران خواهد شد.
به گفته بازیگر ژو دایونگ، وی شیانگ برای یکی از صحنه‌های فیلم باید ایتالیایی صحبت می‌کرد، زبانی که هرگز آن را مطالعه نکرده بود و در مورد صحبت کردن احساس استرس می‌کرد. وی در مصاحبه‌ای گفت که خدمه به او مترجمی دادند که بعد از فیلمبرداری با او صحبت کرد و به او کمک کرد تا خطوط را حفظ کند.

## انتشار
این فیلم در ۱ فوریه ۲۰۲۲ (سال نو چینی) در چین اکران شد و در تعداد محدودی از شهرهای ایالات متحده و کانادا در ۱۸ فوریه ۲۰۲۲ اکران شد. این تنها کمدی ناب بود که برای اکران در سال نوی چینی ۲۰۲۲ برنامه‌ریزی شده بود.

## استقبال
این فیلم یکی از موفق‌ترین فیلم‌های سال نوی چینی ۲۰۲۲ بوده‌است. این فیلم در شش روز اول اکران ۲۱۷ میلیون دلار از جمله ۱۱۰٫۵ میلیون دلار در اولین آخر هفته اکران خود فروخت. این فیلم بازخوردهای مثبتی از مخاطبان نمایش اولیه دریافت کرد، و در روز انتشار آن، میانگین امتیاز ۹٫۲ را در مائویان دریافت کرد.